# 牧場

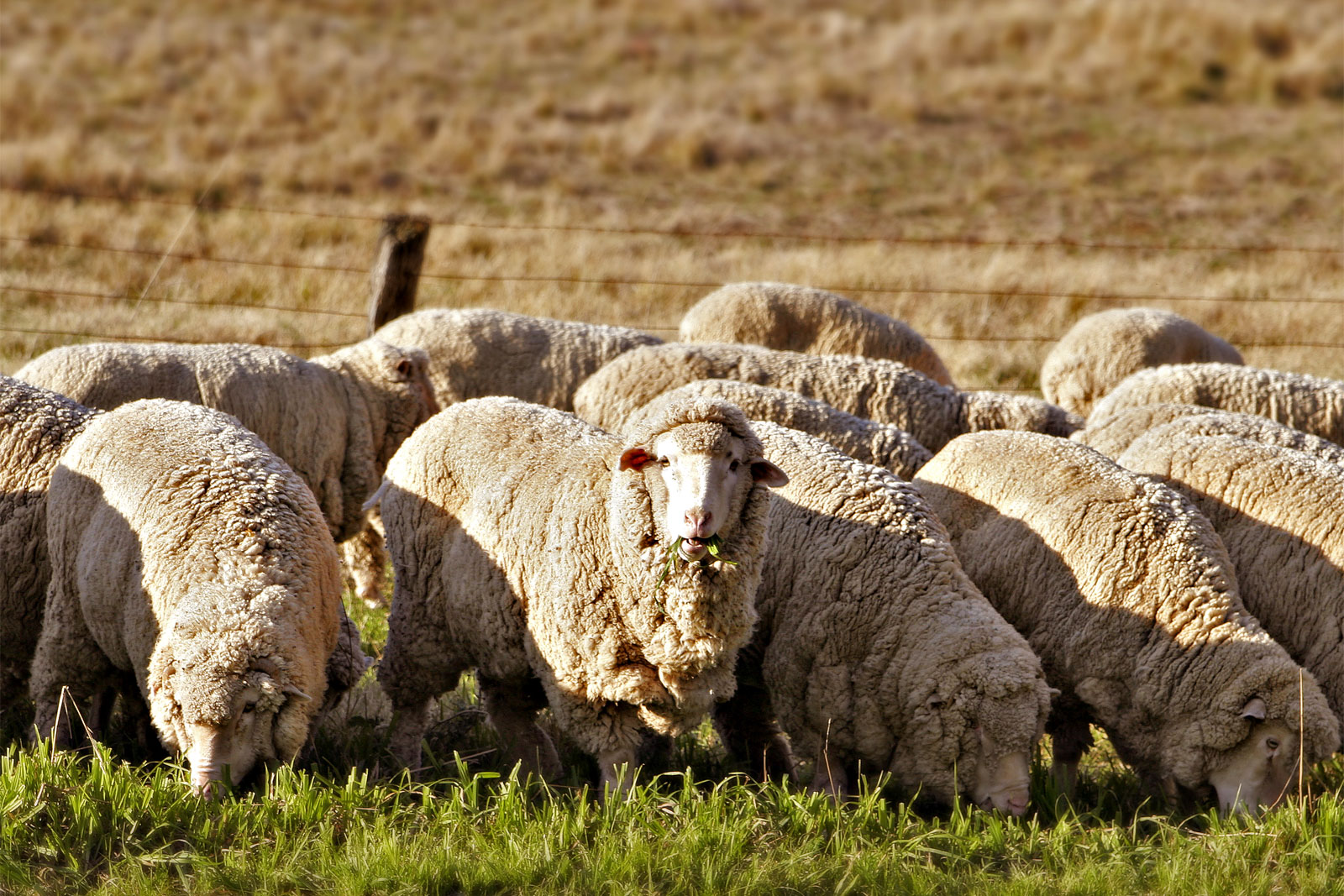
牧場で草を食むヒツジ

牧場（ぼくじょう、まきば、英語: ranch）とは、ウシやウマなどの家畜を飼養する施設。
一般的には、家畜がある程度自由に動き回れるよう、ある程度の広さのある柵で囲った放牧場がある施設を言い、放牧場が無い施設は畜産場と呼ばれて区別される。特に、ブタだけを飼育する場合は養豚場、ニワトリだけを飼育する場合は養鶏場と呼ばれることが多い。

## 概要

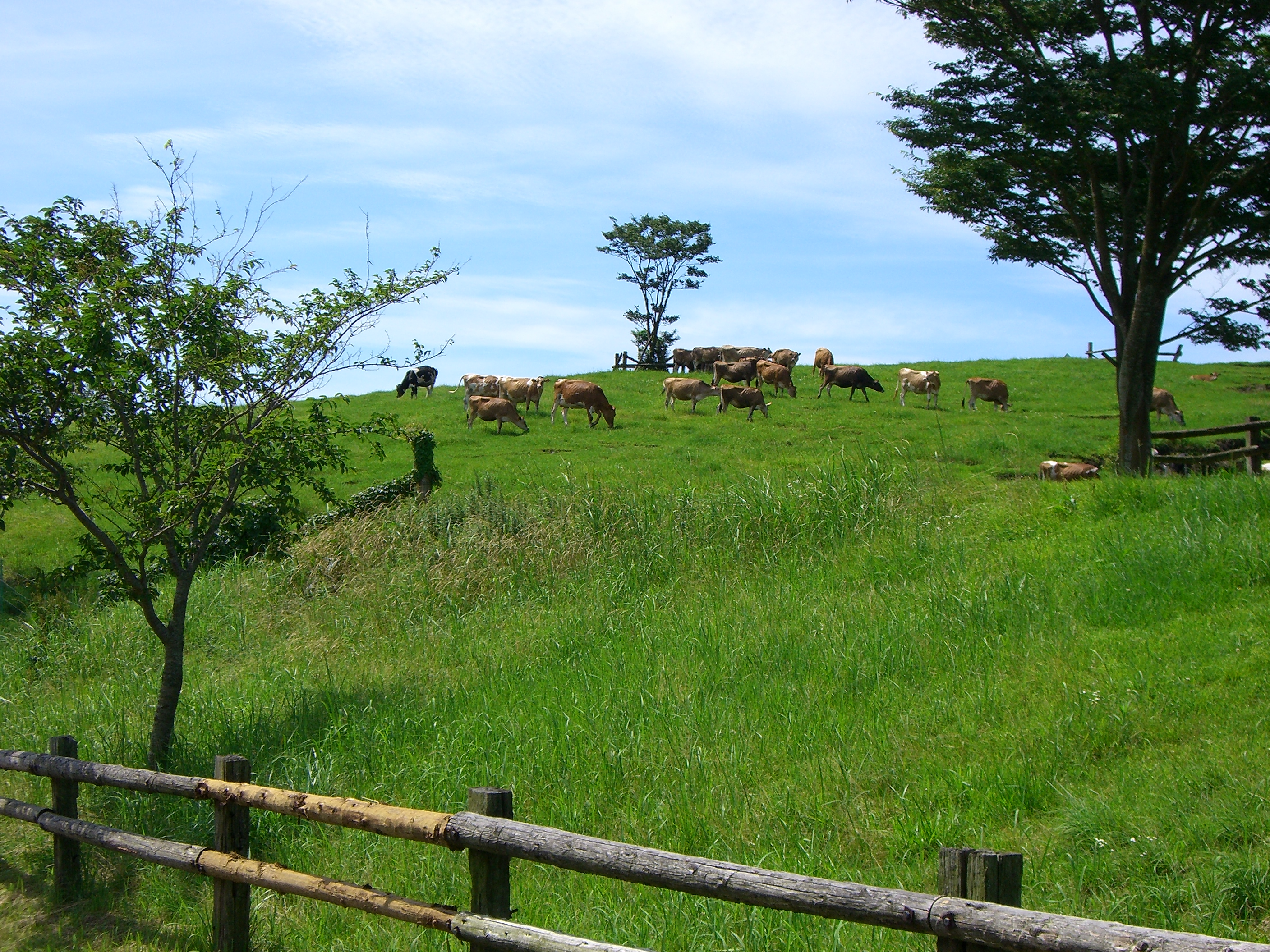
観光牧場（宮崎県の高千穂牧場）

牧場の主な目的は牧畜（放牧による畜産）であるが、観光地において観光客を呼ぶことを目的とする観光牧場も多い。また、両方を目的とする場合もある。放牧場を確保できる面積があること、牧草が生育できること、糞尿、悪臭などの公害問題が起きないことが条件であるため、日本では、高原に立地することが普通である。

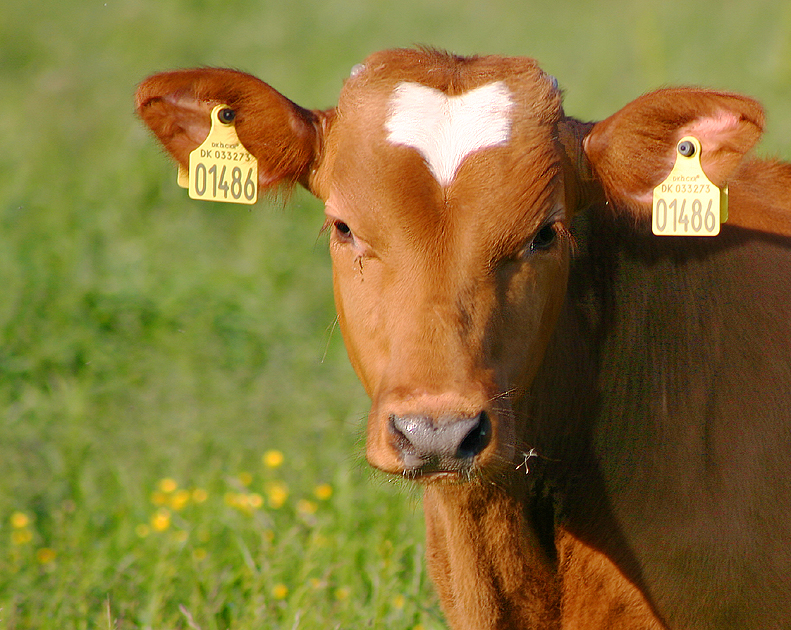
耳にタグ（耳票番号）をつけられたウシ。現在、日本国内では10桁の個体識別番号が書かれた黄色いタグを牛に装着することが畜主に義務づけられており、一頭の牛を生涯唯一の番号で識別・管理し牛の異動履歴を把握する。古くは焼印を押した。

### 飼育される動物
牧畜が目的である場合、通常は一種類である。観光牧場の場合は観光客を楽しませるため、多種類の動物を飼育している。飼育される主な動物は以下の通り。
- ウシ
- ウマ
- ブタ
- ニワトリ
  - ニワトリは体が小さく広い放牧場を必要としないため、ニワトリのみを飼育する施設は「養鶏場」と呼ばれることが一般的だが、ブランドイメージの確保・維持のため、敢えて「牧場」を名乗ることがある。
  - ニワトリのみの施設で、客に卵を拾わせるのを売りにしている「たまご拾い牧場」も日本各地に存在する。
- ヒツジ
  - 日本では羊肉がさほど好まれないため、羊毛を目的として飼育されることが多い。また、観光牧場では「毛刈りショー」や「牧羊犬ショー」が行われることも多い。
- ダチョウ
  - ウシ・ブタ・ニワトリと同格になれる食材として近年注目されている。
- ワニ
  - ワニは肉もさることながらワニ皮が非常に高価で取引されるため管理飼育が行われている。
- ヤギ
- ウサギ
- トナカイ
- シカ
- ラクダ
  - 採算性の問題から、日本では牧畜を目的とすることは少なく、観光牧場で飼われることがほとんどである。